# Municipio de Saverton
El municipio de Saverton (en inglés: Saverton Township) es un municipio ubicado en el condado de Ralls en el estado estadounidense de Misuri. En el año 2010 tenía una población de 2034 habitantes y una densidad poblacional de 13,92 personas por km².

## Geografía
El municipio de Saverton se encuentra ubicado en las coordenadas 39°37′3″N 91°17′31″O / 39.61750, -91.29194. Según la Oficina del Censo de los Estados Unidos, el municipio tiene una superficie total de 146.16 km², de la cual 139.4 km² corresponden a tierra firme y (4.63%) 6.77 km² es agua.

## Demografía
Según el censo de 2010, había 2034 personas residiendo en el municipio de Saverton. La densidad de población era de 13,92 hab./km². De los 2034 habitantes, el municipio de Saverton estaba compuesto por el 98.43% blancos, el 0.34% eran afroamericanos, el 0.34% eran amerindios, el 0.1% eran asiáticos, el 0.05% eran isleños del Pacífico, el 0.1% eran de otras razas y el 0.64% pertenecían a dos o más razas. Del total de la población el 0.84% eran hispanos o latinos de cualquier raza.